# Kościół Zwiastowania Najświętszej Maryi Pannie w Gudji
Kościół Zwiastowania Najświętszej Maryi Pannie (malt. Il-knisja tal-Annunzjata (Thabbira lill-Madonna), ang. Church of the Annunciation) – barokowy rzymskokatolicki kościół znajdujący się w Gudji na Malcie. Kościół podlega parafii Wniebowzięcia Matki Bożej w tym mieście.  

## Historia
Kościół Zwiastowania stojący na Triq Santa Marija, został zanotowany podczas wizyty bpa. Pietro Dusiny, wizytatora apostolskiego w 1575 roku. Kościół ten był określony jako "il-Lunzjata l'Kbira" i opisany jako główny kościół wioski Gudja. Utracił to miano kiedy zbudowany został budynek nowego kościoła. Około roku 1636 został powiększony, a później zburzony.
Kościół Zwiastowania, który znajdujemy dziś przy Triq Santa Marija jest trzecim, który powstał w tym miejscu. Świątynia ta została zbudowana w 1754 roku. Jego budowniczym był ks. Ġwann Barbara, rektor poprzedniego kościoła na tym miejscu, wcześniej zburzonego. Fundusze na budowę pochodziły z datków mieszkańców wsi oraz z prywatnych zasobów  ks. Barbary. Nowy kościół, za zgodą biskupa Paula Alphérana de Bussan pobłogosławił 6 kwietnia 1755 roku kapelan Gudji, ks. Ġwann Pawl Balzan.

## Architektura

### Wygląd zewnętrzny
Nie wiadomo kto był projektantem ani wykonawcą kościoła. Jego fasada oskrzydlona jest pilastrami wykonanymi w porządku doryckim, na których wspiera się belkowanie. Drzwi otoczone są cienką prostą ramą. Nad drzwiami misternie wykonany trójkątny naczółek z wpisanym w niego niewielkim łukiem. Nad drzwiami fasadę przebija duże ozdobne okno w stylu barokowym. Dzwonnica wbudowana, w formie pojedynczej wieży ustawionej centralnie nad fasadą, została wykonana wraz z oknem poniżej w 1912 roku przez mistrza Anglu Dalli według projektu Carlo Farrugii. Kamienne posągi św. Anny i św. Joachima na belkowaniu po obu stronach dzwonnicy, oraz archanioła Gabriela w jej górnej części, są wykonane z drewna. Ich autorem jest Antonio Zammit z Zurrieq. Jeden z dzwonów wykonał Salvatore Cauchi w 1864 roku.
Nad kościołem góruje pokaźna kopuła z latarnią.

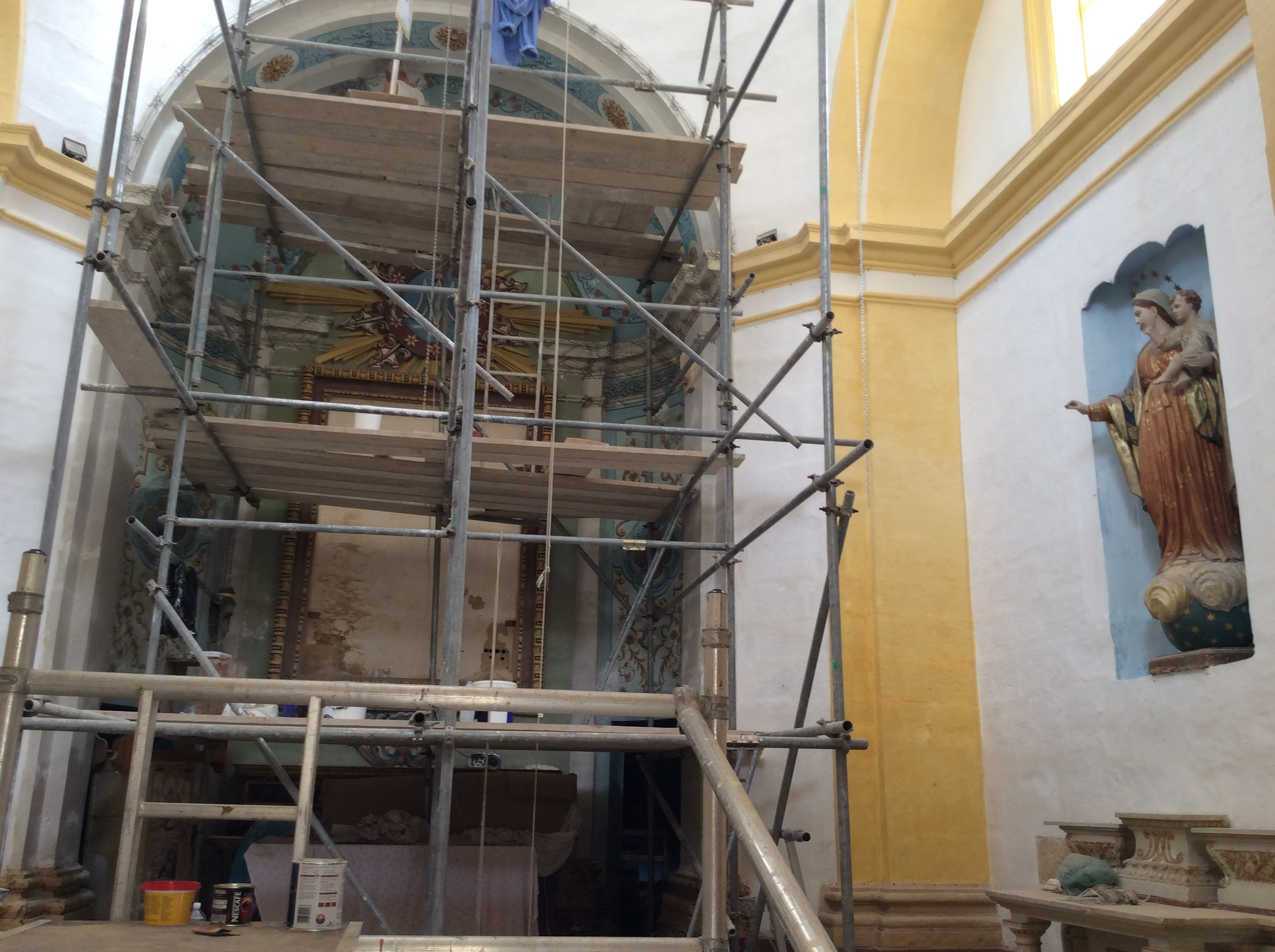
Wnętrze kościoła podczas remontu (2017)

### Wnętrze
Wnętrze świątyni, w formie krzyża greckiego, skomponowane jest w porządku doryckim. Jej konstrukcja opiera się na czterech filarach zbudowanych z narożnych pilastrów, z których nad gzymsem wznosi się półokrągłe sklepienie kolebkowe. W każdym rogu każdego filaru wznoszą się lunety, na których spoczywa kopuła z lunetą z długimi oknami, które zapewniają naturalne światło w kościele.
Ołtarz główny wykonany został z marmuru w roku 1873. Obraz tytularny przedstawiający Zwiastowanie Matce Bożej przez archanioła Gabriela wykonany został przez rzymianina Giovanniego Gagliardiego w 1871 roku. Obraz otacza zdobna kamienna rama. W świątyni znajdują się jeszcze dwa ołtarze boczne, w każdym znajduje się nisza z figurą: w prawym – Matki Bożej Różańcowej wykonanej z drewna przez Antonio Chircopa, z owalnym obrazem Serce Jezusa z roku 1770, w lewym – św. Józefa wykonanej z papier mâché przez uczniów szkoły Karlu Darmanina.
W kościele znajdują się również dwa owalne obrazy, kopie szkoły francuskiej z XVIII wieku. Jedna z nich przedstawia Narodziny Jezusa Chrystusa, a drugi Śmierć św. Józefa. Jest tam również zestaw rycin Via Sagra wykonanych w 1780 roku przez Leopardiego i Lorenzo Bordi z Florencji.
Podłoga wykonana jest z płytek, a na podłodze znajduje się sześć nagrobków, które pierwotnie były w kościele parafialnym w Gudji.

## Kościół dziś
Kościół był odnawiany w latach 2005–2006 i 2017.
Lokalne święto obchodzone jest w drugi poniedziałek po Wielkanocy.   

## Ochrona dziedzictwa kulturowego
27 września 2013 roku kościół został wpisany na listę National Inventory of the Cultural Property of the Maltese Islands pod numerem 1810.